# Accord des psaumes

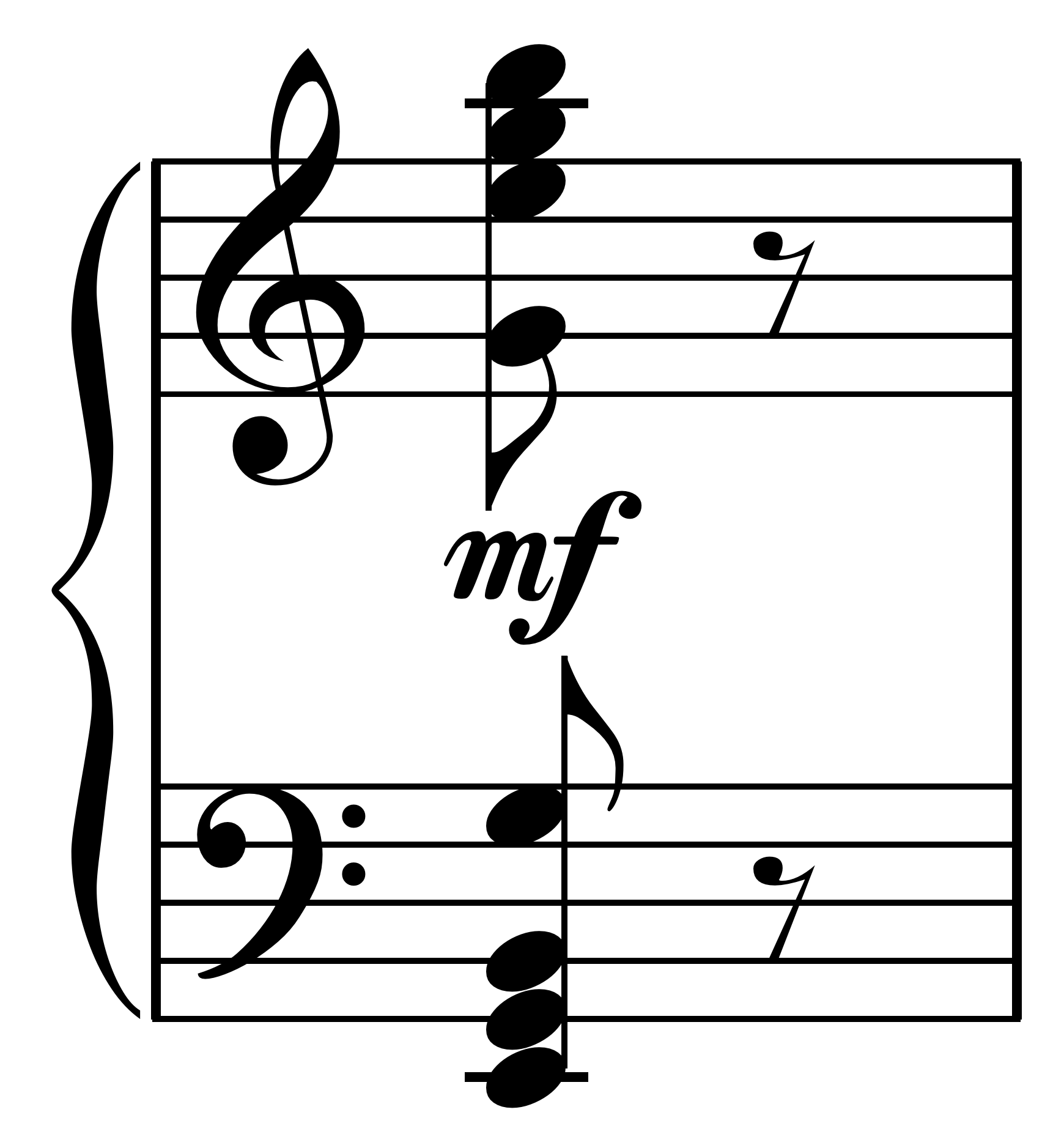
"Psalms chord" from Igor Stravinsky's Symphony of Psalms.

En musique, l'accord des Psaumes est l'accord d'ouverture de la Symphonie de Psaumes d'Igor Stravinsky.

## Description
Il s'agit d'une « saisissante triade en mi mineur » qui est écrite « comme aucune triade en mi mineur connue auparavant », c'est-à-dire en deux groupes très distincts : l'un dans le registre supérieur et l'autre dans le registre inférieur. L'accent est mis sur la tierce de la triade et non sur la tonique.
L'accord est caractéristique de l'échelle octatonique et du mode phrygien sur mi. Les différentes sections du premier mouvement basées sur ces échelles sont liées par l'apparition de l'accord des Psaumes.

## Postérité
William W. Austin décrit l'accord des Psaumes de la manière suivante : « Le staccato explosif ouvrant la symphonie, qui revient tout au long du premier mouvement, en contraste avec son environnement grâce aux silences qui l'entourent, semble consister en un espacement exceptionnel de la triade en mi mineur, avec la tierce mineure doublée en quatre octaves tandis que la fondamentale et la quinte n'apparaissent que deux fois, aux extrêmes aigus et graves. »